# I liga czeska w piłce nożnej (2009/2010)
W sezonie 2009/2010 rozegrano 17. edycję najwyższej klasy rozgrywkowej piłki nożnej w Czechach. Tytułu mistrzowskiego broniła Slavia Praga.

## Zespoły
| Uczestnicy poprzedniej edycji                                                                                 | Uczestnicy poprzedniej edycji | Uczestnicy poprzedniej edycji | Uczestnicy poprzedniej edycji |
| --- | ----------------------------- | ----------------------------- | ----------------------------- |
| SLA | Slavia Praga                  | 1                             |                               |
| SPA | Sparta Praga                  | 2                             |                               |
| SLL | Slovan Liberec                | 3                             |                               |
| SIG | Sigma Ołomuniec               | 4                             |                               |
| JAB | FK Jablonec                   | 5                             |                               |
| MLB | FK Mladá Boleslav             | 6                             |                               |
| TEP | FK Teplice                    | 7                             |                               |
| VPL | Viktoria Pilzno               | 8                             |                               |
| BAN | Baník Ostrawa                 | 9                             |                               |
| CBU | Dynamo Czeskie Budziejowice   | 10                            |                               |
| BRN | 1. FC Brno                    | 11                            |                               |
| PRB | 1. FK Příbram                 | 12                            |                               |
| BOP | Bohemians Praga               | 13                            |                               |
| KLA | SK Kladno                     | 14                            |                               |
| Awans z II ligi 2008/2009                                                                                     |                               |                               |                               |
| BOH | Bohemians 1905                | 1                             |                               |
| 1SL | 1. FC Slovácko                | 10                            |                               |
| Oznaczenia: - kolumna pierwsza – skróty nazw drużyn, - kolumna trzecia – miejsce zajęte w poprzednim sezonie. |                               |                               |                               |

Po poprzednim sezonie do II ligi spadły: Tescoma Zlín (15.) i Viktoria Žižkov (16.).
Uwaga: wicemistrz II ligi – Zenit Czasław – sprzedał prawa do udziału w najwyższej klasie rozgrywkowej klubowi 1. FC Slovácko (10. miejsce w II lidze).

## Tabela
| Lp. | Drużyna                     | M  | Z  | R  | P  | Bramki | Bramki | Różn. | Pkt | Uwagi                                        |
| --- | --------------------------- | -- | -- | -- | -- | ------ | ------ | ----- | --- | -------------------------------------------- |
| 1   | Sparta Praga (M)            | 30 | 16 | 14 | 0  | 42     | 14     | +28   | 62  | Liga Mistrzów UEFA • II runda kwalifikacyjna |
| 2   | FK Jablonec                 | 30 | 18 | 7  | 5  | 42     | 24     | +18   | 61  | Liga Europy UEFA • III runda kwalifikacyjna  |
| 3   | Baník Ostrawa               | 30 | 17 | 9  | 4  | 47     | 25     | +22   | 60  | Liga Europy UEFA • II runda kwalifikacyjna   |
| 4   | FK Teplice                  | 30 | 15 | 10 | 5  | 44     | 25     | +19   | 55  |                                              |
| 5   | Viktoria Pilzno             | 30 | 12 | 12 | 6  | 42     | 33     | +9    | 48  | Liga Europy UEFA • III runda kwalifikacyjna1 |
| 6   | Sigma Ołomuniec             | 30 | 14 | 5  | 11 | 49     | 36     | +13   | 47  |                                              |
| 7   | Slavia Praga                | 30 | 11 | 8  | 11 | 37     | 35     | +2    | 41  |                                              |
| 8   | FK Mladá Boleslav           | 30 | 11 | 6  | 13 | 47     | 41     | +6    | 39  |                                              |
| 9   | Slovan Liberec              | 30 | 10 | 7  | 13 | 34     | 39     | −5    | 37  |                                              |
| 10  | 1. FK Příbram               | 30 | 10 | 6  | 14 | 35     | 41     | −6    | 36  |                                              |
| 11  | 1. FC Brno                  | 30 | 9  | 8  | 13 | 31     | 40     | −9    | 35  |                                              |
| 12  | Bohemians 1905              | 30 | 8  | 10 | 12 | 21     | 29     | −8    | 34  |                                              |
| 13  | Dynamo Czeskie Budziejowice | 30 | 7  | 10 | 13 | 24     | 35     | −11   | 31  |                                              |
| 14  | 1. FC Slovácko              | 30 | 8  | 6  | 16 | 28     | 42     | −14   | 30  |                                              |
| 15  | SK Kladno (S)               | 30 | 7  | 4  | 19 | 24     | 25     | −1    | 25  | Spadek do II ligi                            |
| 16  | Bohemians Praga2 (S)        | 30 | 4  | 4  | 22 | 27     | 65     | −38   | 1   | Spadek do ČFL                                |

### Sprawa Bohemians Praga
10 kwietnia 2010 miał zostać rozegrany mecz derbowy między drużynami Bohemians 1905 i Bohemians Praga na stadionie pierwszej z nich. Na 15 minut przed rozpoczęciem spotkania goście odmówili wyjścia na boisko, co umotywowano brakiem gwarancji bezpieczeństwa ze strony gospodarzy.
15 kwietnia Bohemians Praga zostali ukarani przez Komisję Dyscyplinarną Czeskomorawskiego Związku Piłki Nożnej odjęciem 20 punktów (w praktyce oznaczało to pewny spadek drużyny do I ligi), walkowerem 0:3 dla Bohemians 1905 oraz karą pieniężną w wysokości 6 mln koron czeskich za odmowę rozegrania wymienionego wyżej meczu oraz bezpodstawne oskarżenie jednego z piłkarzy Sigmy Ołomuniec o udział w procederze korupcyjnym. Sprawa ta jest kulminacją kilkuletniego sporu obu klubów Bohemians o prawa do tej nazwy.
Ostatecznie zmniejszono karę punktową dla Bohemians Praga do 15 punktów, przez co drużyna zakończyła rozgrywki z dodatnim wynikiem punktowym.

## Wyniki meczów
| Gospodarz \ Gość            | BAN | BOH | BOP  | BRN | CBU | JAB | KLA | SLL | MLB | PRB | SIG | SLA | 1SL | SPA | TEP | VPL |
| Baník Ostrawa               |     | 3:1 | 1:0  | 1:1 | 0:1 | 4:1 | 2:0 | 1:0 | 2:2 | 2:1 | 2:0 | 3:1 | 3:2 | 1:1 | 2:2 | 1:0 |
| Bohemians 1905              | 0:1 |     | 3:02 | 0:0 | 2:0 | 0:1 | 0:0 | 0:1 | 2:0 | 1:0 | 2:0 | 1:1 | 0:1 | 0:2 | 1:1 | 0:1 |
| Bohemians Praga             | 0:3 | 0:0 |      | 2:1 | 0:2 | 0:4 | 1:4 | 2:1 | 2:4 | 1:0 | 0:2 | 0:1 | 1:1 | 2:3 | 1:3 | 2:2 |
| 1. FC Brno                  | 1:1 | 1:2 | 0:0  |     | 0:3 | 0:1 | 3:0 | 1:0 | 2:3 | 2:1 | 1:2 | 2:0 | 1:0 | 1:1 | 2:3 | 2:2 |
| Dynamo Czeskie Budziejowice | 1:2 | 0:0 | 3:0  | 1:3 |     | 1:1 | 0:0 | 1:1 | 1:3 | 2:1 | 2:1 | 0:1 | 0:0 | 0:0 | 0:0 | 0:0 |
| FK Jablonec                 | 2:1 | 3:0 | 1:0  | 1:0 | 2:0 |     | 1:0 | 2:1 | 1:0 | 0:0 | 3:1 | 1:1 | 3:2 | 0:0 | 0:0 | 0:1 |
| SK Kladno                   | 0:3 | 1:2 | 3:2  | 1:0 | 2:1 | 1:2 |     | 1:2 | 1:3 | 0:2 | 2:3 | 0:2 | 1:0 | 0:1 | 0:2 | 1:3 |
| Slovan Liberec              | 0:1 | 1:1 | 2:3  | 0:1 | 3:0 | 4:2 | 1:1 |     | 3:0 | 1:0 | 0:4 | 1:1 | 2:0 | 2:2 | 1:0 | 0:2 |
| FK Mladá Boleslav           | 3:1 | 0:1 | 4:2  | 0:0 | 0:1 | 1:2 | 0:1 | 4:1 |     | 2:0 | 2:2 | 0:1 | 3:2 | 1:2 | 0:1 | 4:0 |
| 1. FK Příbram               | 1:1 | 2:0 | 3:2  | 3:1 | 3:1 | 1:2 | 3:2 | 1:1 | 2:2 |     | 2:1 | 1:0 | 2:0 | 1:1 | 0:3 | 1:0 |
| Sigma Ołomuniec             | 0:0 | 1:1 | 3:0  | 5:0 | 2:0 | 0:1 | 1:2 | 2:0 | 1:2 | 3:1 |     | 3:1 | 1:0 | 1:1 | 6:2 | 1:0 |
| Slavia Praga                | 3:1 | 3:0 | 3:1  | 3:1 | 3:2 | 0:3 | 0:0 | 0:2 | 1:1 | 3:0 | 1:2 |     | 3:0 | 0:1 | 0:0 | 0:0 |
| 1. FC Slovácko              | 0:2 | 1:1 | 2:0  | 0:2 | 1:0 | 1:1 | 2:0 | 0:0 | 1:0 | 2:1 | 2:0 | 3:1 |     | 0:1 | 0:2 | 2:3 |
| Sparta Praga                | 1:1 | 0:0 | 1:0  | 3:0 | 1:1 | 2:0 | 2:0 | 2:0 | 1:0 | 1:1 | 4:0 | 1:0 | 4:0 |     | 1:0 | 0:0 |
| FK Teplice                  | 0:1 | 1:0 | 2:1  | 0:1 | 3:0 | 1:0 | 5:0 | 2:0 | 2:2 | 1:0 | 1:1 | 1:1 | 2:1 | 0:0 |     | 2:1 |
| Viktoria Pilzno             | 0:0 | 3:0 | 3:2  | 1:1 | 0:0 | 1:1 | 1:0 | 2:3 | 2:1 | 3:1 | 1:0 | 4:2 | 2:2 | 2:2 | 2:2 |     |

Źródło: gambrinusliga.cz
Objaśnienia:
1Drużyna gospodarzy jest wymieniona po lewej stronie tabeli.
2Walkower przyznany w związku z odmową gry przez Bohemians Praga.
Kolory: zielony – zwycięstwo gospodarzy, żółty – remis, różowy – zwycięstwo gości.

## Najlepsi strzelcy
12 bramek:
- Michal Ordoš (Sigma Ołomuniec)

11 bramek:
- Marek Kulič (FK Mladá Boleslav)
- David Lafata (FK Jablonec)

9 bramek:
- Pavel Šultes (Sigma Ołomuniec)
- Bony Wilfried (Sparta Praga)

Źródło: gambrinusliga.cz 

## Stadiony
| Klub                        | Stadion                          | Pojemność |
| --------------------------- | -------------------------------- | --------- |
| Slavia Praga                | Synot Tip Aréna                  | 21 000    |
| Sparta Praga                | Generali Arena                   | 20 854    |
| Bohemians Praga             | Stadion Evžena Rošického         | 19 032    |
| FK Cieplice                 | Na Stínadlech                    | 18 221    |
| Baník Ostrawa               | Stadion Bazaly                   | 17 372    |
| 1. FC Brno                  | Městský fotbalový stadion Srbská | 12 550    |
| Sigma Ołomuniec             | Andrův stadion                   | 12 014    |
| Slovan Liberec              | Stadion u Nisy                   | 9 900     |
| 1. FK Przybram              | Na Litavce                       | 9 100     |
| 1. FC Slovácko              | Městský fotbalový stadion        | 8 000     |
| Bohemians 1905              | Ďolíček                          | 7 500     |
| Viktoria Pilzno             | Stadion města Plzně              | 7 425     |
| Dynamo Czeskie Budziejowice | Stadion Střelecký ostrov         | 6 746     |
| Baumit Jablonec             | Chance Arena                     | 6 280     |
| FK Mladá Boleslav           | Městský stadion                  | 5 000     |
| SK Kladno                   | Stadion Františka Kloze          | 4 000     |

## Zmiany trenerów
| Klub                        | Były trener        | Powód odejścia                              | Data odejścia        | Nowy trener         | Data zatrudnienia    | Przypisy             |
| --------------------------- | ------------------ | ------------------------------------------- | -------------------- | ------------------- | -------------------- | -------------------- |
| 1. FK Przybram              | Petr Čuhel         | odejście do FK Mladá Boleslav               | 9 czerwca 2009       | Karol Marko         | 22 czerwca 2009      | [ 6 ]                |
| Baník Ostrawa               | Verner Lička       | przejęcie funkcji głównego menedżera        | 16 czerwca 2009      | Miroslav Koubek     | 16 czerwca 2009      | [ 7 ] [ 8 ]          |
| Bohemians Praga             | Luboš Urban        | wygaśnięcie umowy                           | 30 czerwca 2009      | Robert Žák          | 1 lipca 2009         | [ 9 ]                |
| Bohemians Praga             | Robert Žák         | niezadowalające wyniki drużyny              | 16 sierpnia 2009     | Jaromír Jindráček   | 16 sierpnia 2009     | [ 10 ] [ 11 ] [ 12 ] |
| Dynamo Czeskie Budziejowice | Pavel Tobiáš       | niezadowalające wyniki drużyny              | 14 października 2009 | Jaroslav Šilhavý    | 14 października 2009 | [ 13 ]               |
| Slovan Liberec              | Ladislav Škorpil   | niezadowalające wyniki drużyny              | 7 listopada 2009     | Josef Petřík        | 7 listopada 2009     | [ 14 ]               |
| FK Mladá Boleslav           | Dušan Uhrin junior | za porozumieniem stron                      | 23 grudnia 2009      | Karel Stanner       | 4 stycznia 2010      | [ 15 ] [ 16 ]        |
| Slavia Praga                | Karel Jarolím      | niezadowalające wyniki drużyny, ustąpił sam | 30 marca 2010        | František Cipro     | 30 marca 2010        | [ 17 ]               |
| SK Kladno                   | Martin Hřídel      | niezadowalające wyniki drużyny              | 1 kwietnia 2010      | Stanislav Procházka | 1 kwietnia 2010      | [ 18 ]               |